# Поляна сказок (фильм)
«Поляна сказок» — советский художественный фильм по рассказу Кира Булычёва «Недостойный богатырь», снятый в 1988 году на Творческом объединении «Луч» киностудии имени А. Довженко по заказу Гостелерадио СССР.

## Сюжет
Городское руководство сказочного города Великий Гусляр запускает аэростат, чтобы с его помощью установить на постамент статую Великого Гусляра. Но аэростат неконтролируемо взмывает в небо, унося с собой Кузьму Личикова. Спрыгнув во время снижения, Кузьма бредёт по лесу и случайно обнаруживает таинственную пещеру, в которой покоится Спящая Царевна. Не удержавшись, герой целует её. Девушка просыпается.
Личиков и Марья-Царевна полюбили друг друга. Для любимой Кузьма строит на поляне хижину, которую украшает вырезанными из дерева сказочными фигурами.
«Руководитель городской культуры» Батыев приходит наводить порядок на вверенной ему территории. Он приказывает снести незаконную постройку, однако жители города оказываются против. Тогда Батыев приезжает с комиссией осмотреть постройки, находит их интересными, относится к Кузьме благосклонно, но предлагает ему использовать поляну в качестве площадки для проведения городских массовых мероприятий, взамен обещая молодой семье отдельную квартиру.
Личиков начинает вырезать скульптуры по «государственному заказу», отображая в дереве «руководящие указания» начальства. Его назначают директором «Дома творчества „Сказочная поляна“», и в итоге он становится чиновником от культуры. Кузьма быстро втягивается в бюрократический процесс, из-за чего в личной жизни начинаются серьёзные проблемы. Марья недовольна происходящими в Кузьме переменами и, не выдержав, ест отравленное яблоко... Кузьма остаётся один...

## В ролях
- Николай Стоцкий — Кузьма Личиков
- Виктория Корсун — Марья
- Юрий Потёмкин — Батыев
- Владимир Николенко — Карась
- Лев Окрент — чемпион улицы по домино

## Съёмочная группа
- Авторы сценария — Кир Булычёв, Андрей Курков (нет в титрах)
- Режиссёр-постановщик — Леонид Горовец
- Оператор-постановщик — Владимир Тарнавский
- Художник-постановщик — Инна Быченкова
- Композитор — Александр Журбин
- Режиссёр — Вилен Хацкевич
- Тексты песен — Владимир Вишневский

## Факты
- Съёмки проходили в Ялте. В городе существует настоящий музей под открытым небом, который также носит название «Поляна сказок».[1] Так же, как герой картины Кузьма Личиков, народный умелец П. П. Безруков создал все экспонаты своими руками, вырезав из дерева.
- Песни в кинофильме исполнял специально приглашённый певец Леонид Серебренников. Впоследствии он часто исполнял их в своих концертных программах.[2]
- Прототипом Кузьмы Личикова, главного героя фильма, стал Эрик, персонаж рассказов Булычёва «В продажу поступили золотые рыбки» и «Недостойный богатырь». Примечательно, что в фильме «Золотые рыбки» его зовут тоже не Эрик, а Миша. Спящую царевну в произведении тоже зовут не Марья, а Лена[3]
- Фильм получился настолько вольным переложением произведения Кира Булычёва, что фантаст требовал даже убрать своё имя из титров. Со временем конфликт был исчерпан.[4]